# Rene Gagnon

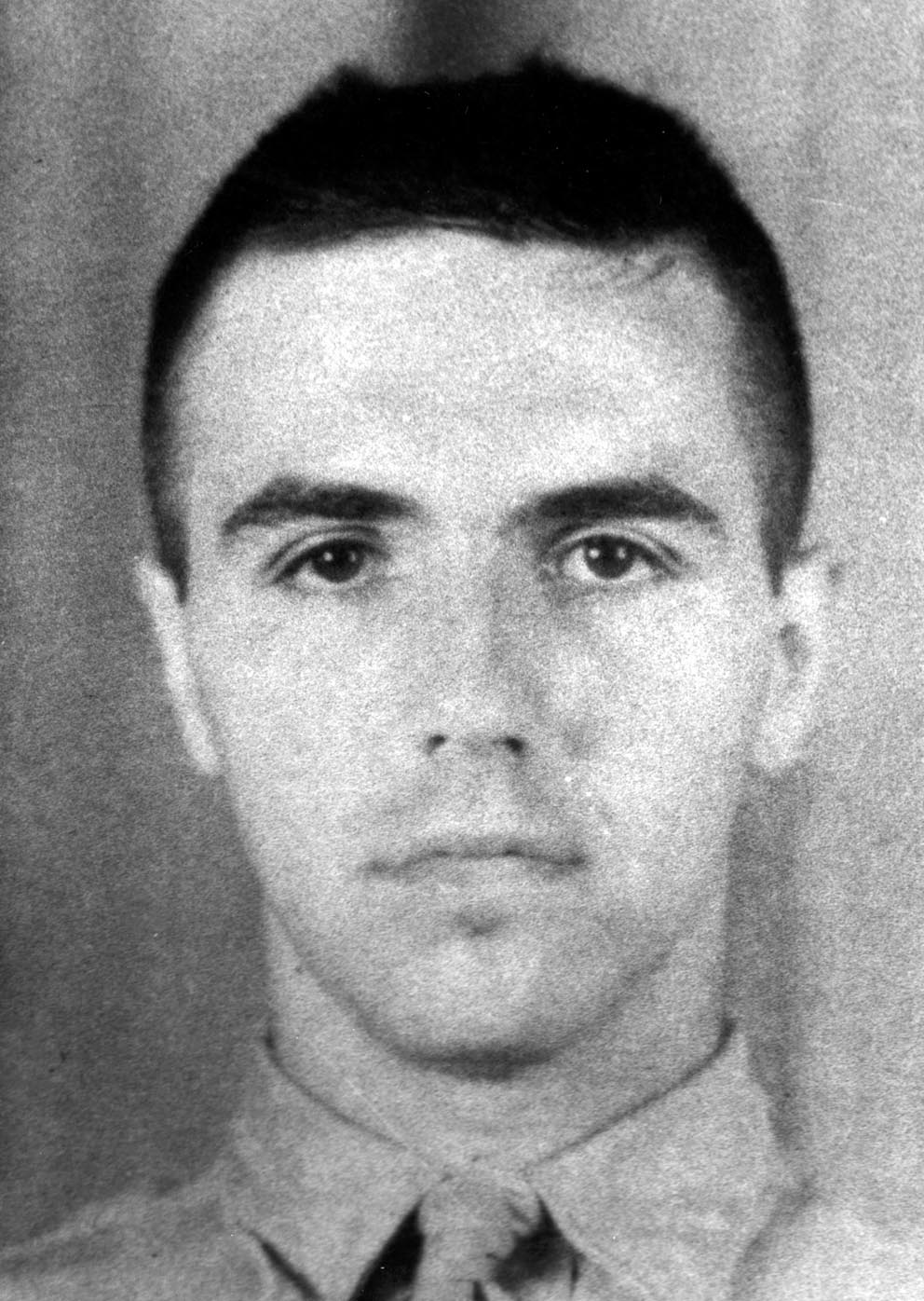
Rene Gagnon

Réne Arthur Gagnon (* 7. März 1925 in Manchester, Vereinigte Staaten; † 12. Oktober 1979 ebenda) war ein US-amerikanischer Soldat des Zweiten Weltkriegs und galt jahrzehntelang als einer der Männer, die auf der berühmten Fotografie Raising the Flag on Iwo Jima zu sehen sind.

## Leben
Gagnon wurde als Kind von Frankokanadiern in Manchester, New Hampshire geboren. Er arbeitete vor dem Krieg als Arbeiter in einer Schuhfabrik und als Kurier, ehe er 1943 eingezogen wurde. Er meldete sich zum Marine Corps. Gagnon wurde im Marine Corps Recruit Depot Parris Island ausgebildet und wurde dann als Private First Class zu einer Wacheinheit des Charleston Navy Yard eingeteilt, ehe er als Militärpolizist zur 5th Marine Division kam. Schließlich kam er dann als regulärer Soldat zum 2nd Battalion, 28th Marine Regiment der 5th Marine Division. Mit dieser Einheit war er ab dem 19. Februar 1945 an der Schlacht um Iwojima beteiligt. Am 23. Februar hisste Gagnon mit fünf anderen Kameraden eine amerikanische Flagge auf dem Vulkan Suribachi. Zuvor hatten bereits einige Marines eine Flagge gehisst, doch eine Fotografie von Joe Rosenthal von ebendiesem zweiten Hissen erlangte bald einen hohen Bekanntheitsgrad. Am 28. März verließ Gagnon Iwo Jima, um in die USA zurückzukehren. Dort wurde er, als Folge der Popularität des Fotos Raising the Flag on Iwo Jima, mit den beiden anderen Soldaten Ira Hayes und John Bradley auf eine Werbetour für Kriegsanleihen geschickt. Im September 1945 wurde er mit der 6th Marine Division für einige Monate nach China geschickt, ehe er im April 1946 in die USA zurückkehrte. Wenig später wurde er, mittlerweile im Rang eines Corporal, aus den Streitkräften entlassen. 
Gagnon arbeitete danach bei Delta Air Lines; im Jahr 1965 besuchte er den Schlachtschauplatz auf Iwo Jima erneut. Die Geschehnisse der Schlacht sollen ihn noch im Nachhinein sehr gezeichnet haben. Er starb 1979 und hinterließ seine Ehefrau und einen Sohn. Gagnon wurde erst in Manchester beerdigt und 1981 dann auf den Arlington National Cemetery umgebettet.
Rene Gagnons Teilnahme am Flaggenhissen auf Iwo Jima wurde später u. a. in den Filmen Du warst unser Kamerad und Flags of Our Fathers gezeigt.
Erst 2019 korrigierte das Marinecorps nach Hinweisen von Amateurhistorikern in einer offiziellen Stellungnahme, dass sich statt Gagnon der Corporal Harold Keller auf dem Foto befindet. Das Corps sieht Gagnon trotzdem als wichtigen Beteiligten an, da er die größere Flagge nach oben transportierte und die ausgetauschte erste Flagge wieder sicher nach unten brachte.

## Auszeichnungen
- Presidential Unit Citation
- China Service Medal
- American Campaign Medal
- Asiatic-Pacific Campaign Medal
- World War II Victory Medal
- Marine Corps Good Conduct Medal

Außerdem befindet sich im Victory Park in Manchester, New Hampshire seit 1995 das Rene Gagnon Monument, im Wright Museum of WWII History in Wolfeboro existiert eine Rene Gagnon Ausstellung.